# 김해분성고등학교
김해분성고등학교(金海盆城高等學校)는 대한민국 경상남도 김해시 삼계동에 위치한 공립 고등학교이다.

## 학교 연혁
- 2003년 1월 4일 : 김해분성고등학교 설립 인가(30학급)
- 2003년 3월 1일 : 김해분성고등학교 개교
- 2003년 3월 1일 : 초대 양상수 교장 취임
- 2003년 3월 5일 : 제1회 신입생 입학식(10학급 351명)
- 2015년 3월 1일 : 경남교육청 지정 진로교육 연구학교 선정
- 2016년 3월 : 교육부요청 교육방법 연구학교 선정 (2016.03.01~2018.2.29.)
- 2016년 3월 : 과학중점학교 재지정 (2016.03.01.~2022.02.28.)
- 2017년 3월 : 자율학교 재지정 (2017.03.01.~2020.02.29.)
- 2022년 3월 : 경남 과학중점학교 지정(2022.03.01-2025.02.28.)
- 2022년 9월 1일 : 제8대 강경수 교장 취임
- 2023년 2월 10일 : 제18회 졸업식(233명, 총 졸업생 6,680명)

## 참고 자료
- 김해분성고등학교 - 한국교육학술정보원 학교알리미